# 신백승여행사
신백승여행사(新柏承旅行社)은 인천광역시 서구의 전세버스 회사를 운영하는 업체이다. 본사는 인천광역시 서구 경서동에 위치해 있다. 계열사로는 인천광역시 서구 시내버스 회사인 신강교통, 마니교통이 있다.

## 역사 및 현황
- 1997년 3월 18일: 인천광역시 강화군 강화읍 남산리 279-1에서 회사 설립.
- 1997년 12월 12일: 인천광역시 부평구 부개동 265-7에 부평지점 설립.
- 2000년 6월 9일: 경기도 김포시 양촌면 양곡리 412-3에 양촌지점 설치.
- 2000년 7월 10일: 인천광역시 옹진군 백령면 진촌리 1494-3에 백령지점 설치.
- 2001년 12월 12일: 인천광역시 강화군 교동면 대룡리 456-8에 교동지점 설치.
- 2004년 8월 5일: 경기도 김포시 북변동 407-5, 202호에 김포지점 설치.
- 2005년 9월 초: 인천광역시에서 영흥도 가는 시내버스 업체 입찰 과정에서 한정면허로 개통된 790번 좌석버스를 운행.
- 2005년 11월 25일: 백령지점 폐지.
- 2006년 9월 16일: 양촌지점, 교동지점 폐지.
- 2008년 11월 10일: 김포지점 폐지, 인천광역시 부평구 일신동 110-5에 부평지점 설치.
- 2009년 2월: 급행간선버스 903번 운행 시작.
- 2009년 10월 15일: 광역버스 1900번 노선 개통.
- 2011년 2월: 급행간선버스 903번 영종운수주식회사에 이전.
- 2011년 5월 12일: 강화군 강화읍 용정리 666-4로 본사 이전.
- 2011년 11월 4일: 삼화고속 광역버스 1601번 노선 양수.
- 2012년 6월 1일: 삼화고속 광역버스 1100번과 1101번 노선 양수.
- 2012년 7월 2일: 시내버스 부문을 신강교통으로 만들어 분사시켰다.
- 2015년 5월 7일: 본사를 현 위치인 인천광역시 서구 경명대로 463 (경서동)으로 이전.

## 보유차종
기아
- 기아 뉴 그랜버드 그린필드
- 기아 뉴 그랜버드 이노베이션 파크웨이
- 기아 뉴 그랜버드 이노베이션 선샤인
- 기아 뉴 그랜버드 이노베이션 실크로드
- 기아 뉴 그랜버드 슈퍼 프리미엄 실크로드

자일대우버스
- 자일대우 FX116 크루징 애로우
- 자일대우 FX120 크루징 스타
- 자일대우 BX212 로얄 하이데커

현대자동차
- 현대 에어로 스페이스
- 현대 유니버스 스페이스 엘레강스
- 현대 유니버스 익스프레스 프라임
- 현대 유니버스 익스프레스 노블
- 현대 뉴 프리미엄 유니버스 스페이스 럭셔리
- 현대 뉴 프리미엄 유니버스 익스프레스 프라임
- 현대 뉴 프리미엄 유니버스 익스프레스 노블
- 현대 뉴 프리미엄 유니버스 엘레강스 FCEV

## 사업장 현황
- 본점: 인천광역시 서구 경명대로 463 (경서동)
- 부평지점: 인천광역시 부평구 경인로 1144 (일신동)

## 같이 보기
- 신강교통
- 마니교통